# I've Failed You
I've Failed You è il sesto album in studio del gruppo musicale heavy metal femminile canadese Kittie, pubblicato nel 2011.

## Tracce
1. I've Failed You – 2:11
2. We Are the Lamb – 2:51
3. Whisper of Death – 4:18
4. What Have I Done – 5:25
5. Empires (Part 1) – 2:14
6. Empires (Part 2) – 3:42
7. Come Undone – 2:15
8. Already Dead – 2:51
9. Never Come Home – 3:15
10. Ugly – 2:57
11. Time Never Heals – 4:30

## Formazione
- Morgan Lander - voce, chitarra
- Mercedes Lander - batteria, piano, cori
- Ivy Vujic Jenkins - basso
- Tara McLeod - chitarra